# Carmen de bello saxonico

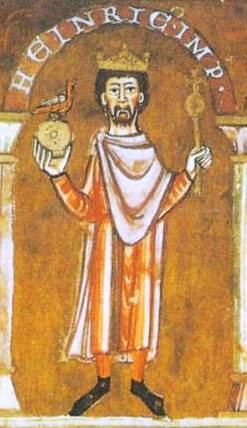
Enrico IV di Franconia in una miniatura del XII secolo

Il Carmen de bello saxonico (traducibile in Canzone della guerra sassone) è un poema esamemetrico sui conflitti tra Enrico IV ed i sassoni.

## Il poema
Il poema descrive in tre libri, per un totale di 757 esametri, i primi anni della rivolta sassone fino alla sottomissione finale dei ribelli sassoni a Spier nell'ottobre 1075. Il Carmen è limitato spazialmente alla regione dello Harz. Il primo libro tratta dell'illegalità che prevaleva in Sassonia durante la minoranza di Enrico IV ed il Carmen sostiene che queste condizioni spinsero il re a intervenire in Sassonia. Durante questo periodo non c'era rispetto per la legge, nessuna distinzione tra giusto e sbagliato e, sulla base della legge del più forte, le chiese, i poveri, le vedove e gli orfani si videro sottrarre con la forza i loro beni. Da adulto, Enrico ripristinò la legge e l'ordine e restituì ciò che era stato rubato alla parte lesa. Questa repressione causò paura e dolore nei sassoni, così che decisero di andare in guerra contro il re. Il secondo libro descrive come Enrico radunò un esercito imperiale nell'autunno del 1073 e marciò con un piccolo esercito contro l'esercito sassone numericamente superiore. La campagna reale viene celebrata come un brillante successo. Non si dice che Enrico dovette impegnarsi in un trattato in cui doveva in gran parte soddisfare la richiesta dei sassoni di demolire i castelli. Il terzo libro racconta della distruzione dell'Harzburg da parte dei sassoni nel marzo del 1074, presentata come un gesto illegale e criminale. Segue la vittoria reale nella battaglia di Unstrut e la sottomissione dei sassoni. Il libro termina con un avvertimento al re di mostrare clemenza verso i vinti. L'autore adotta senza riserve il punto di vista reale. Fin dall'inizio del Carmen, il re è presentato come l'incarnazione ideale delle virtù del sovrano cristiano e grazie alla pietas e alla virtus, che ha ereditato dai suoi antenati, si trova al di sopra di tutti. I sassoni sono descritti come licenziosi e disturbanti dell'ordine o con altri tratti negativi. Ogni successo dei sassoni è basato sull'astuzia e sul crimine o è interamente nascosto mentre il re, invece, è sempre vittorioso e le sconfitte vengono ignorate.
L'ignoto autore si servì in particolare di Virgilio, ma anche Lucano e Orazio. Conosceva Ovidio e Sedulio ed i suoi versi trovano eco in Venanzio Fortunato e nel Poeta Saxo. A parte un'evidente vicinanza alla corte reale, nei versi non ci sono riferimenti diretti all'autore. Le congetture di Albert Wilhelm Pannenborg secondo cui l'autore del Carmen potesse essere identificato con Lamberto di Hersfeld furono rapidamente confutate. Wilhelm Gundlach considerava Gotescalco di Aquisgrana l'autore sia del Carmen che della Vita Heinrici IV Imperatoris. Gundlach trovò poco eco nella ricerca nella sua interpretazione che Gotescalco di Aquisgrana fosse l'autore. In ogni caso, si ritiene ormai certo che l'autore del Carmen sia lo stesso della Vita Heinrici IV Imperatoris, che però fu scritta solo tre decenni dopo. Data l'esatta conoscenza delle condizioni della Sassonia e la sua intenzione di rendere indulgente il re, intento che riverbera in tutto il Carmen, è possibile che l'autore del Carmen fosse un sassone amico del sovrano e che volesse riconciliare il suo popolo con il re secondo il modello carolingio.
Lo scritto è sopravvissuto in manoscritto solo in una copia del XVI secolo. Georg Heinrich Pertz introdusse per la prima volta il poema a un pubblico accademico nel 1851 e situò la sua origine nell'umanesimo. Tuttavia, alcune peculiarità della copia hanno dimostrato che doveva essere basata su un manoscritto della fine dell'XI secolo o dell'inizio del XII secolo. Secondo le ricerche attuali, il poema è stato completato al più tardi alla fine dell'anno 1075/76.